# لايمدوتا ستراويوما
لايمدوتا ستراويوما (باللاتفية: Laimdota Straujuma)، من مواليد 24 فبراير 1951، هي سياسية لاتفية، عضوة في حزب الوحدة ورئيسة الوزراء منذ 22 يناير 2014 حتى 11 فبراير 2016.
بعد حياة مهنية في العالم البحث في ظل الاتحاد السوفيتي، انضمت إلى القطاع الخاص وأصبحت مستشارة. شغلت عديد المرات منصب وزيرة دولة ووزيرة دولة مساعدة. تم تعيينها في عام 2011 وزيرة للفلاحة.
في عام 2014، انضمت إلى حزب «الوحدة» الحاكم وعينت رئيسة للوزراء. وهي أول امرأة على رأس السلطة التنفيذية في لاتفيا.

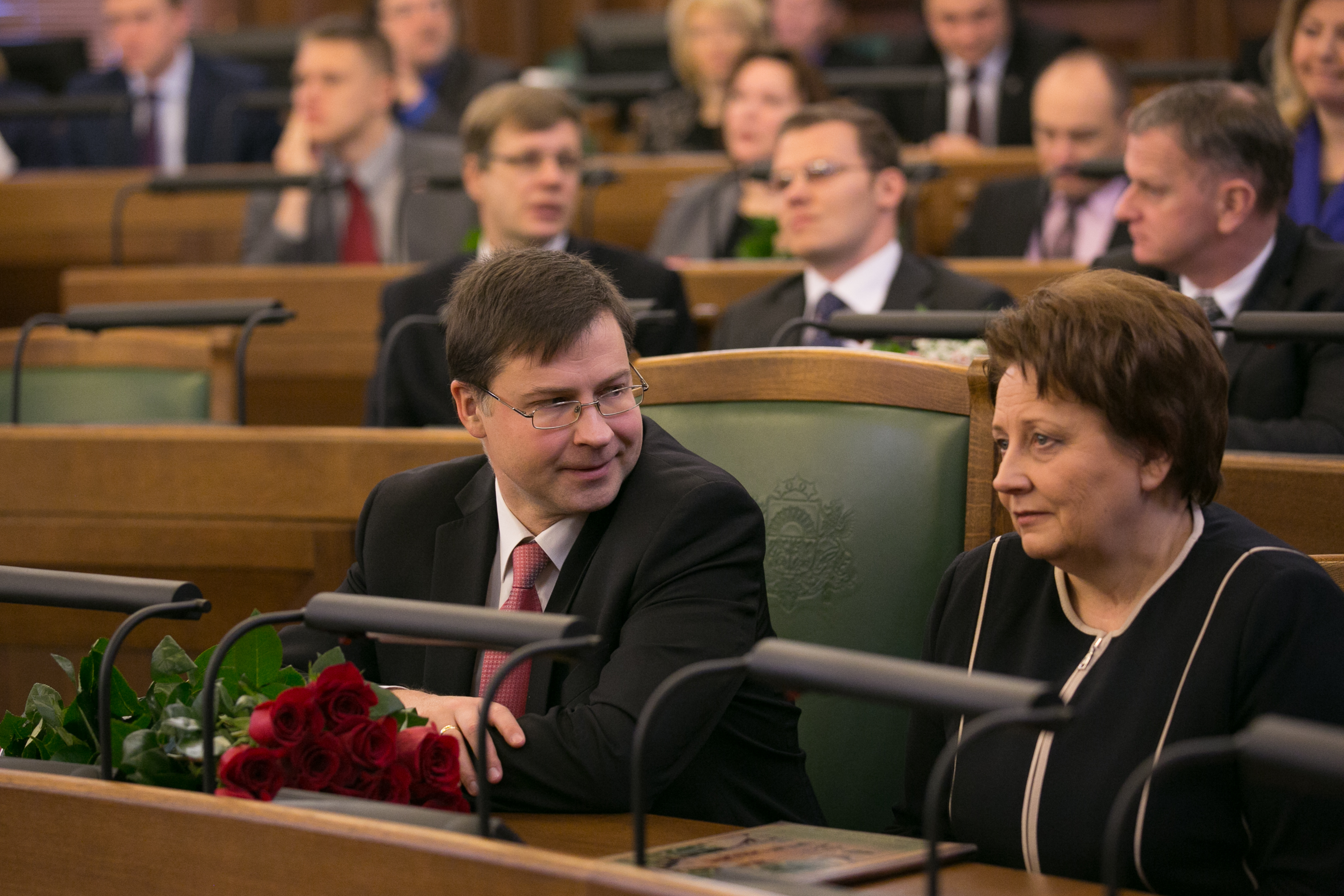
لايمدوتا بجوار فالديس دومبروفسكيس في مجلس السايما

## روابط خارجية
- لايمدوتا ستراويوما على موقع الموسوعة البريطانية (الإنجليزية)
- لايمدوتا ستراويوما على موقع مونزينجر (الألمانية)